# Balttyskar
Balttyskar (tyska: Deutsch-Balten eller Deutschbalten, senare Baltendeutsche, ryska: остзейцы) var en historisk tysk minoritet i Baltikum. Adeln i de baltiska provinserna Kurland, Livland, Estland och Ösel utgjordes av balttyskar, och balttyskar dominerade även städernas borgerskap, så som affärsmän, vidare uppbar de många administrativa ämbeten, vilka var ämnade den balttyska adeln. I dag återfinns ett litet antal balttyskar i Baltikum sedan tiotusentals fördrivits från de dåvarande ryska guvernementen i Baltikum till Tyskland under andra världskriget, vilket var ett resultat av Molotov–Ribbentrop-pakten.

## Historik

### Medeltiden
De första tyskarna kom till Baltikum mot slutet av 1100-talet i samband med kolonisationsverksamhet bedriven genom Svärdsriddarorden och Tyska orden. Riddarna slog sig ner och tog kontroll över Kurland, Livland, Estland och Ösel – däremot inte det område som i dag är Litauen. De utgjorde en överklass gentemot de mestadels livegna baltiska bönderna. Vissa godsherrar förde dock, särskilt i norra Estlands kustområde, med sig livegna bönder från tyskt område och där uppstod vissa helt tyskspråkiga områden.

### 1800-talet
I hansastäder som Riga och Reval kom parallellt ett stort antal köpmän och hantverkare av tysk härkomst att dominera den lokala borgarklassen. Under 1800-talet minskade dock deras betydelse, inflyttning från landsbygden till städerna i samband med industrialismen medförde att den tyska dominansen i städerna bröts, samtidigt som en framväxande nationalism bland de baltiska folken ledde till att den tyska dominansen inom kultur och litteratur bröts.
Den balttyska adeln tjänade den makt som för tillfället styrde Baltikum, men bibehöll stor autonomi. Genom stormaktstidens svenska expansion kom många balttyskar att spela viktiga roller i svensk historia, och flera släkter flyttade till Sverige. Efter den ryska erövringen av Baltikum rekryterade även tsaren många ledande ämbetsmän och militärer ur de balttyska familjerna. Det kom att ingå i det Baltiska hertigdömet 1918, en tyskstödd statsbildning, som emellertid föll i samband med det tyska nederlaget i första världskriget.

### Andra världskriget

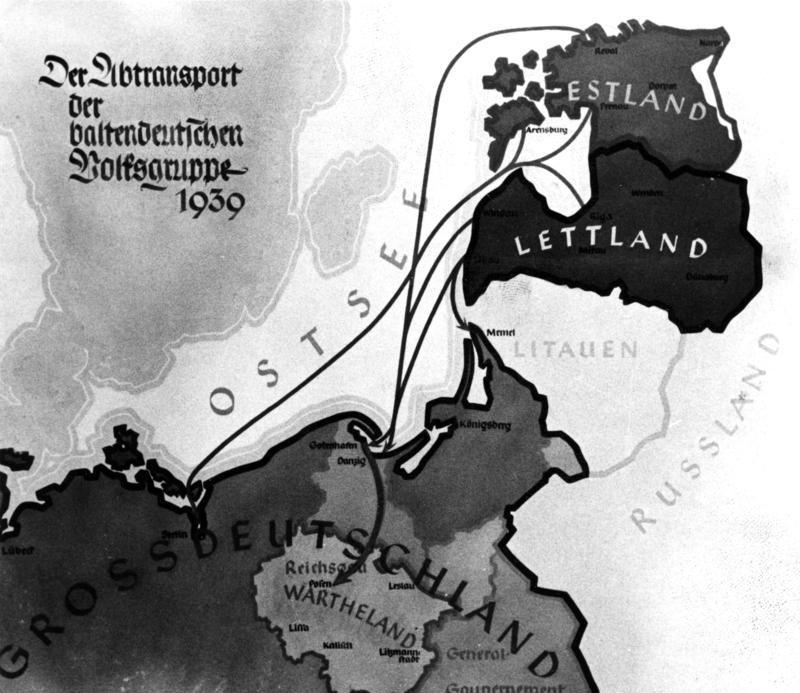
Karta över balttyska förflyttningar, år 1939.

År 1939 fanns 62 000 baltyskar i Lettland, av dessa lämnade omkring 50 000 samma land, när de tvingades att lämna Baltikum genom Molotov-Ribbentroppakten, varpå ett stort antal beordrades slå sig ner i det av Tyskland nyss ockuperade Reichsgau Wartheland, det vill säga Posen-området i Polen. Därifrån fördrevs de 1945. Ättlingarna lever i dag huvudsakligen i Tyskland och många vårdar ännu sin balttyska identitet.
Dagens relationer med de åter självständiga republikerna Estland och Lettland anses vara goda, sedan de balttyska organisationerna deklarerat att ätterna inte har några anspråk på de gods de tidigare ägt i Baltikum.

## Några balttyska släkter i Sverige
- von Ascheberg
- von Berens
- Breitholtz
- von Essen
- von Fersen
- von Fircks
- von Knieriem, från vilken på mödernet Olof Palme härstammade. Släkten räknas inte till någon av de baltiska ridderskapen.
- Luhr
- Renteln
- Stackelberg
- Taube
- Toll
- von Uexkull/ Yxkull (en av släktens medlemmar är Jakob von Uexkull)
- Wachtmeister
- Vellingk
- Wrangel
- von Arnold

## Kända balttyskar
- Karl Ernst von Baer, biolog
- Fabian Gottlieb von Bellingshausen, amiral och upptäcktsresande
- Michail Barclay de Tolly, rysk generalfältmarskalk
- Ernst Johann von Biron, hertig av Kurland och regent för den ryske tsaren Ivan VI
- Adam Johann von Krusenstern, forskningsresande
- Heinz Erhardt, komiker
- Nicolai Hartmann, filosof
- Otto von Kotzebue kapten och upptäcktsresande
- Wilhelm Ostwald, kemist
- Paul von Rennenkampf, rysk armégeneral under första världskriget
- George Richmann, fysiker
- Alfred Rosenberg, nationalsocialistisk ideolog
- Friedrich Georg Wilhelm Struve, astronom
- Jakob Johann von Uexküll, biolog
- Ferdinand von Wrangel, amiral och upptäcktsresande
- Walter Zapp, konstruktör av Minox-kameran
- Elisabeth von Knieriem, mor till den svenska statsministern Olof Palme